# Ficus schwarzii
Ficus schwarzii là một loài thực vật có hoa trong họ Moraceae. Loài này được Koord. mô tả khoa học đầu tiên năm 1898.